# OVirt
O oVirt é um projeto de código aberto, iniciado pela Red Hat, que fornece uma plataforma web para o gerenciamento de máquinas virtuais. O oVirt é a base para o Red Hat Enterprise Virtualization (RHEV).

## Detalhes
O oVirt é construído sobre a libvirt, permitindo-o gerenciar máquinas virtuais hospedadas no KVM.

oVirt e a libvirt.

## Suporte PowerPC64
A partir da versão 3.4, o oVirt é capaz de gerenciar máquinas virtuais PowerPC64 em hospedeiros IBM POWER.